# Kalaparusha Maurice McIntyre
Kalaparusha Maurice McIntyre, davor auch Kalaparusha Ahrah Difda (* als Maurice Benford McIntyre 24. März 1936 in Clarksville, Arkansas; † 9. November 2013 in der Bronx, New York City) war ein US-amerikanischer Tenorsaxophonist, Bassklarinettist und Perkussionist des Free-, Avantgarde Jazz und der freien Improvisation.

## Wirken
Kalaparusha Maurice McIntyre (auf dem Cover der LP Kwanza werden als Aliasse auch Kalaparusha Ahrah Difda und Maurice Benford McIntyre erwähnt) stammte aus einer gebildeten Familie, wuchs in Chicago auf und lernte zunächst Klarinette und Schlagzeug, wechselte aber dann zum Saxophon. Er studierte am College of Music der Roosevelt University in Chicago und war einige Zeit wegen Drogendelikten im Gefängnis in Lexington in Indiana, wo er sich unter Einfluss seines Mitgefangenen Tadd Dameron wieder dem Jazz zuwandte. Er arbeitete während der 1960er Jahre mit Musikern der Free und Avantgarde-Jazz-Szene wie Malachi Favors, Muhal Richard Abrams (der ihn zum AACM brachte) und Roscoe Mitchell. So wurde er in dieser Zeit Mitglied der Gruppe Association for the Advancement of Creative Musicians (AACM) und eine ihrer öffentlichen Stimmen. Sein erstes Album unter eigenem Namen Humility in the light of the creator erschien im Jahr 1969. Er war auch als Sessionmusiker für das Label Delmark Records tätig und arbeitete an Plattenprojekten von George Freeman, J. B. Hutto und Little Milton mit.
In den 1970er Jahren zog McIntyre nach New York City, spielte in Sam Rivers’ Rivbea Studios (Wildflowers Loft-Sessions, 1976) und unterrichtete in Karl Bergers Creative Music Studio.
In diese Zeit fallen die Aufnahmen für seine nach dem Urteil von Richard Cook und Brian Morton wohl besten Alben, Forces and Feelings mit dem Bassisten Fred Hopkins 1970 und Peace and Blessings, das 1979 auf Black Saint erschien.
Mit Muhal Richard Abrams tourte er in den 1970er-Jahren mehrere Male durch Europa. Nach seinem Livealbum, das im Jahr 1981 entstand, nahm McIntyre nur noch wenige Platten auf, arbeitete auch als Straßenmusiker und in den U-Bahn-Stationen von New York. Erst 1998 nahm er wieder mit Pheeroan akLaff und Michael Logan auf (Dream Of, auf dem CIMP-Label); im folgenden Jahr spielte er mit seinen alten Kollegen aus AACM-Tagen wie Jarman, Favors, Steve Colson, Kahil El’Zabar auf dem Album Bright Moments. In den 2000er-Jahren erschienen wieder einige Alben von ihm als Bandleader, wie das CIMP-Album South Eastern.
Sein Spiel auf dem Saxophon erinnert an den späten John Coltrane (Cook/Morton) und dessen Hinwendung zu spirituellen Themen.
1974 erhielt er den Rising Star Award im Fach Klarinette der Down Beat Polls.

## Diskographische Hinweise
- Humility in the Light of the Creator (Delmark Records, 1969)
- Forces and Feelings (Delmark Records, 1970)
- Kwanza (Baystate Records, 1978), mit Malachi Thompson, Hakim Jami, John Betsch, Juma Sultan
- Peace and Blessings (Black Saint Records, 1979, mit Longineu Parsons, Leonard Jones, King L. Mock)
- South Eastern (CIMP, 2002)
- Morning Song (Delmark, 2004)
- Paths to Glory (CIMP, 2004)
- Live from Studio Rivbea: July 12, 1975 (NoBusiness, ed. 2024)

## Lexikalischer Eintrag
- Richard Cook, Brian Morton: The Penguin Guide of Jazz on CD. 6. Auflage. Penguin, London 2002, ISBN 0-14-051521-6.